# 三井安田法律事務所
三井安田法律事務所（みついやすだほうりつじむしょ）は、日本の法律事務所。英語名はMitsui, Yasuda, Wani & Maeda（2004年10月以降はMitsui, Yasuda & Wani）。2004年末に解散した。なお、旧三井財閥系や旧安田財閥系との資本的・血縁的関係はない。

## 概要
1988年に三井拓秀、安田三洋、和仁亮裕及び前田博によって設立された。金融法務に強みを持つ渉外法律事務所で、2004年4月の所属弁護士数は73名と、当時日本において6番目に大きな法律事務所であったが（日本の50大法律事務所 2004）、英国系弁護士事務所リンクレーターズの傘下に入るかを巡って2004年に内部分裂がおきて同年12月に解散するに至り、下記の経緯に示すように、設立者4名を含めパートナーは複数の法律事務所に離散した。

## 経緯
- 1986年　三井拓秀らにより、前身となる法律事務所が設立
- 1988年8月　同事務所から独立して、三井拓秀、安田三洋、和仁亮裕及び前田博により三井安田法律事務所（Mitsui, Yasuda, Wani & Maeda）が設立
- 2004年7月1日　パートナーの藤平克彦と我妻由佳子が、伊藤見富法律事務所にパートナーとして移籍
- 2004年7月12日　日本経済新聞1面で、「英法律事務所、三井安田を吸収」との見出しでリンクレーターズによる三井安田の一部の吸収を伝える記事
- 2004年8月　パートナーの戸谷雅美、オリック東京法律事務所に代表弁護士として移籍
- 2004年9月　パートナーの小木曽良忠、オリック東京法律事務所にパートナーとして移籍。パートナーの内藤加代子、大江橋法律事務所にパートナーとして移籍。
- 2004年10月　シニア・パートナーの前田博ら9名の弁護士が西村ときわ法律事務所（現在の西村あさひ法律事務所）にパートナーとして移籍。これに伴い、三井安田法律事務所の英語名が、Mitsui, Yasuda & Waniに変更。
- 2004年12月5日　三井安田法律事務所、解散
- 2004年12月6日　三井拓秀、十数名の弁護士とともに同所在地にて三井法律事務所（Mitsui Company）を設立。安田三洋及び和仁亮裕、リンクレーターズ法律事務所を設立
- 2005年4月1日　改正外弁法の施行に伴い、リンクレーターズ法律事務所、リンクレーターズ外国法事務弁護士事務所との外国法共同事業を開始

## 所属していた弁護士
- 三井拓秀
- 安田三洋
- 和仁亮裕
- 前田博
- 迫本淳一
- 佐藤明夫
- 猪木俊宏